# غلموت

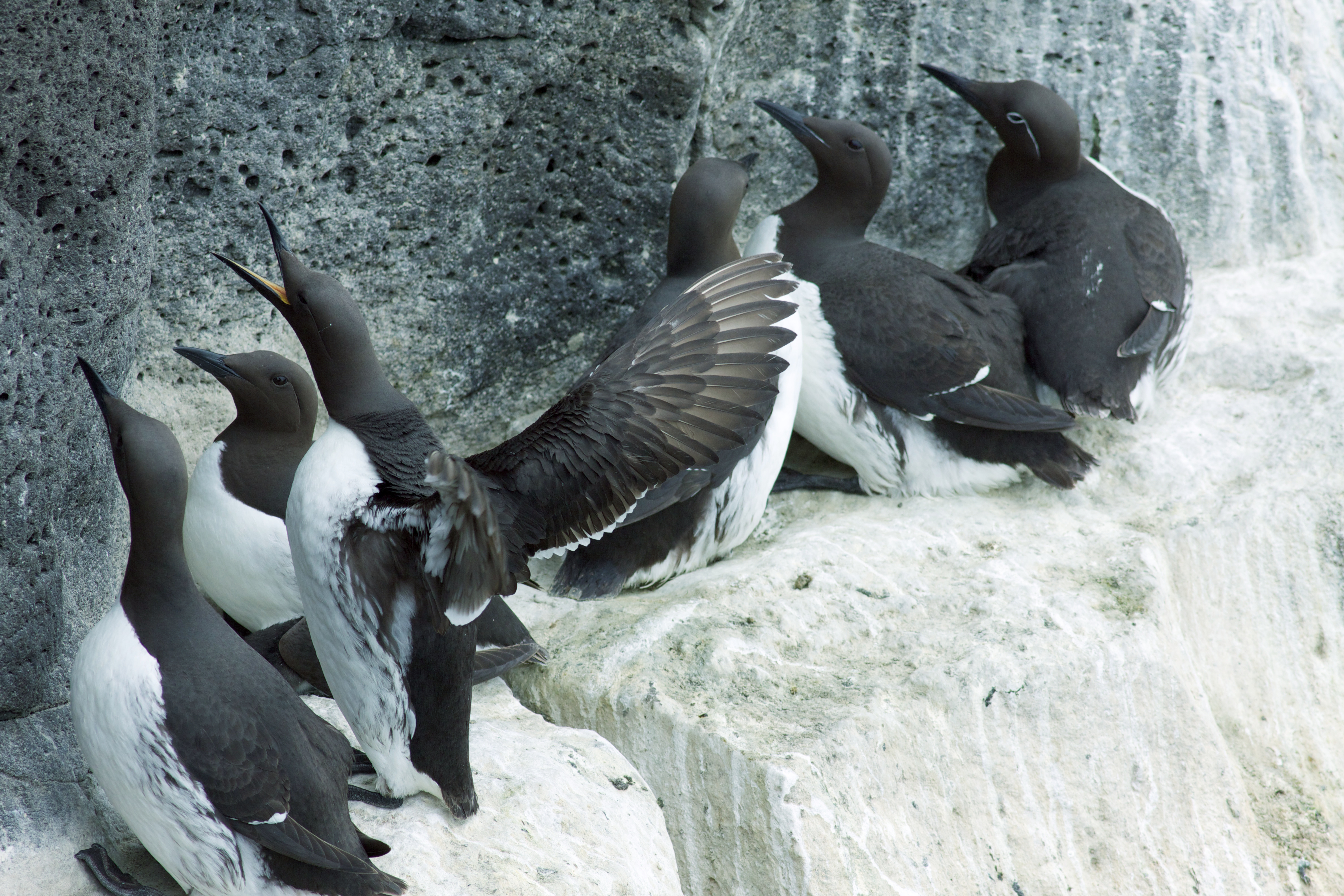
مور شائع واحد لمنقاره شكل لجام (ذو نظارات)، وواحد مور ثخين المنقار

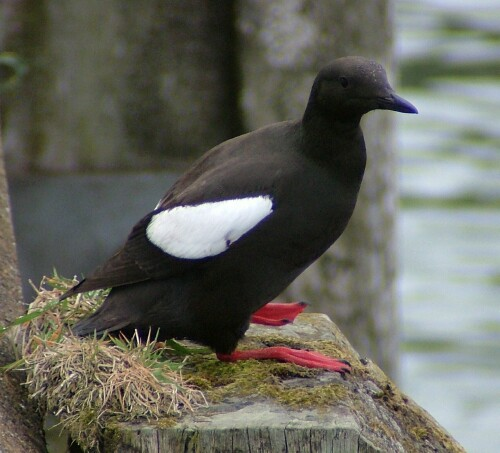
غلموت أسود

الغِلموت هو الاسم الشائع لعدة أنواع من الطيور البحرية في فصيلة الأوك (جزء من رتبة إفجيجيات)